# نارسایی مغز استخوان
نارسایی مغز استخوان یا سرکوب مغز استخوان (Bone marrow suppression) حالتی است که همهٔ سلول‌های خونی مانند گویچه سرخ، گویچه سفید و پلاکت دچار کاهش تولید می‌شوند. به همین دلیل ما در بیماران همزمان کم‌خونی، ضعف ایمنی و اختلال انعقاد خون داریم.

## علل
علل مختلفی می‌توانند موجب نارسایی مغز استخوان شوند از جمله عوارض داروهای شیمی درمانی مانند آزاتیوپرین؛ داروهای ضد التهاب غیر استروئیدی و عفونت مانند پارواویروس بی۱۹، مواجهه زیاد با اشعه یونیزان.
درمان اصلی کنترل عوارض (کم خونی، عفونت احتمالی و خونریزی) است.